# Physaloptera rara
Physaloptera rara ist ein bei Hunden und Katzen auftretender Magenwurm. Primärer Endwirt sind Kojoten, aber auch Waschbären, Wölfe, Füchse und Rotluchs werden befallen. Der Parasit heftet sich an die Magen- und Zwölffingerdarm-Wand an, saugt Blut und verursacht dort Erosionen und Geschwüre. Der Parasit ist nur in Nordamerika endemisch.

## Merkmale
Adulte Männchen sind 2,5 bis 3 cm, Weibchen 3 bis 6 cm lang. Im Gegensatz zu Physaloptera praeputialis haben beide Geschlechter keine Kutikula-Scheide um die hintere Körperregion. Die Kutikula biegt sich über den Lippen um und bildet dadurch einen Kopfkragen mit feiner Querstreifung. Um den Mund sind zwei große, dreieckige Pseudolippen ausgebildet, von denen jede mit einem äußeren und drei inneren Zähnen bewaffnet ist. Das Kopfende trägt zwei submediane Kopfpapillen, eine Amphide und drei porenartige Areale. Der Innenrand der Lippen ist mit einem Paar Kutikulafalten besetzt. Die Exkretionspore liegt bauchseitig, seitlich davon ein Paar cilientragender Halspapillen. Die Vulva liegt vor der Körpermitte. Der Schwanz der Weibchen endet stumpf und trägt kurz vor dem Ende zwei große Phasmiden. Der Schwanz der Männchen ist durch große Kaudalflügel verbreitert. Bauchseitig zweigen die Männchen verschiedene Ornamentierungen: pflastersteinartige, Längsleisten und Reihen von perlenartigen Bildungen. Die beiden Spicula unterscheiden sich in Größe und Form. Das rechte Spiculum hat ein verdicktes Ende, das linke eine scharfe Spitze. Am Hinterende der Männchen liegen vier Papillenpaare vor der Kloake und drei dahinter. Zudem sind zwei Phasmiden ausgebildet. Unmittelbar vor der Kloake liegen drei sessile Papillen, von denen die mittlere nach vorn gerichtet ist und sich in Größe und Form von den anderen unterscheidet. Unmittelbar hinter der Kloake liegen vier sessile Papillen.

## Lebenszyklus
Die Eier werden mit dem Kot ausgeschieden. Sie sind dickschalig und 42–53 × 29–35 μm groß. Der Lebenszyklus entspricht dem anderer Physaloptera-Arten. Der Parasit benötigt Gliederfüßer (vor allem Käfer und Grillen) als Zwischenwirt, in denen sich die ansteckende Larve 3 entwickelt. Diese werden entweder direkt vom Endwirt aufgenommen oder indirekt über Stapelwirte wie Frösche, Schlangen, Mäuse oder Vögel, in denen sich die Larven ansammeln, aber nicht zu den Adulten entwickeln.